# Giuseppe riceve richieste d'aiuto dai fratelli
Giuseppe riceve richieste d'aiuto dai fratelli (o Giuseppe si rivela ai fratelli) è un dipinto a olio su tavola (36,3x142,5 cm) di Pontormo, databile al 1515 circa e conservato nella National Gallery di Londra. La tavola faceva parte della decorazione della Camera nuziale Borgherini.

## Storia
A partire dal 1515 circa Salvi Borgherini fece decorare la camera nuziale di suo figlio Pierfrancesco e della consorte Margherita Acciaiuoli con una boiserie e mobilio intagliato da Baccio d'Agnolo, progettista anche del palazzo dove si trovava l'insieme, il tutto decorato da una serie di pannelli figurati di Pontormo, Francesco Granacci e, in una fase immediatamente successiva, Andrea del Sarto e il Bacchiacca.
Il tema era quello delle Storie di Giuseppe ebreo, eroe virtuoso e casto spesso raffigurato come esempio per le giovani coppie. Il Pontormo dipinse quattro pannelli, Giuseppe riceve richieste d'aiuto dai fratelli, Giuseppe venduto a Putifarre, il Supplizio del fornaio e Giuseppe in Egitto.
Il risultato era così straordinario che nel 1529 la Signoria voleva farne dono a Francesco I di Francia, ma Margherita Acciaiuoli negò la richiesta di acquisto seccamente.
Gli eredi della coppia però non ressero molto alle lusinghe e fu così che nel 1584 Francesco I de' Medici ottenne le tavole di Andrea del Sarto e di Granacci, che sono agli Uffizi e alla Galleria Palatina, mentre le altre andarono disperse e si trovano oggi divise tra la National Gallery di Londra (tutte le tavole di Pontormo e due di Bacchiacca) e la Galleria Borghese di Roma (le quattro piccole tavole di Bacchiacca).
La tavola di Giuseppe che riceve richiesta d'aiuto dai fratelli, una delle prime dipinte da Pontormo, entrò nel museo londinese nel 1979 per acquisto tramite l'Art Fund. Una sanguigna per lo studio del movimento di una figura di quest'opera è conservata a Lilla presso il locale Museo delle Belle Arti.

## Descrizione e stile
Non è chiaro se il pannello rappresenti la prima richiesta d'aiuto dei fratelli di Giuseppe (Genesi 42: 1-8), in cui egli li riconosce ma essi non riconoscono lui, oppure la scena della rivelazione della propria identità da parte di Giuseppe (Genesi 45, 4). Se lo stato d'animo dei fratelli ha fatto inizialmente pensare soprattutto a questa seconda ipotesi, la mancanza di alcuni personaggi orienta gli studiosi oggi più sulla prima. La scena della rivelazione è piuttosto quella del Bacchiacca, Giuseppe perdona i fratelli.
La scena è quindi ambientata in Egitto, dove i fratelli di Giuseppe ebreo sono giunti per chiedere aiuto al faraone, affinché venda loro del grano per sopperire alla grave carestia che ha investito la terra Canaan . Qui interloquiscono con un alto funzionario, che altro non è che quel loro fratello tradito e tanti anni prima veduto per invidia a mercanti stranieri. Giuseppe si trova a sinistra, assiso su un trono, mentre distende placidamente il braccio in segno di autorità e dà il via, a destra, allo smercio del grano, che avviene in una piattaforma poligonale rialzata e decorata da parapetto con anelli e da una statua allegorica con iscrizione. Sul trono invece, una specie di una portantina mobile, ardono bracieri e sta un'iscrizione che ricorda la prefigurazione di Cristo ("Ecce Salus Mundi"). al di sopra di un bassorilievo con un putto, una rimembranza dei putti sui braccioli dei troni dei Veggenti sulla volta della Cappella Sistina di Michelangelo. I fratelli di Giuseppe fanno cerchio attorno ad esso, inginocchiati e colti in gesti di penitenza.
Dal punto di vista formale il dipinto conserva una certa impostazione tradizionale, con lo svolgimento per lo più rettilineo della scena, simile all'iconologia delle Adorazioni dei Magi o dei Giudizi di Salomone. Vi si trovano sia lo schema piramidale (a sinistra, con la vertice Giuseppe), sia quello circolare (consesso dei fratelli di destra e forma del granaio), non legati però tra loro, ma scissi nelle due metà della scena. Anche le forme dei corpi è tradizionale, ma con qualche accenno alle novità, quali l'esasperazione di alcuni gesti o la creazione di figure longilinee e sciolte, come il fanciullino vestito d'azzurro.